# 唐橋在正
唐橋 在正（からはし ありさだ、 嘉永5年11月3日（西暦換算1852年12月13日）- 昭和7年（1932年）4月4日）は、明治から昭和初期の政治家、華族。貴族院子爵議員。

## 来歴
山城国京都で式部大輔唐橋在光の次男に生まれる。兄に唐橋家の当主として華族に列しのちに子爵を授かった唐橋在綱がいる。
慶応元年（1865年）10月28日に元服すると昇殿を許され文章得業生に補された。明治5年（1872年）にアメリカ合衆国に留学。帰国後の明治8年（1875年）5月10日より茨城県庁で十四等出仕として勤務する。
兄の在綱が子を成さずして死去したことに伴い、在正は在綱の養嗣子として家督を相続し明治19年（1886年）11月17日、子爵を襲爵した。
その後在正は帝国議会の開会を前に明治23年（1890年）7月10月に行われた第一回貴族院子爵議員互選で当選、その後も7年ごとに行われた
互選で再選を繰り返し、大正14年（1925年）7月10日に4期目の任期が満了するまで28年間にわたって貴族院議員を務めた。院内では院内会派の研究会に所属して活動した。
その後は英照皇太后の御葬祭斎官、大正天皇の大喪使祭官、御歌所参候などを務めたのち、昭和6年（1931年）10月31日に家督と爵位を次男の在知に譲って隠居した。

## 栄典
- 大正3年（1914年）6月18日 - 勲三等瑞宝章[9]

## 親族
- 兄： 唐橋在綱（唐橋子爵初代）
- 唐橋在正（唐橋子爵二代）
  - 室： 唐橋竹子（権大納言綾小路有長五女）[1]
    - 次男： 唐橋在知（唐橋子爵三代、掌典）[1]
    - 五男： 錦小路頼孝（錦小路子爵二代、叔父の錦小路在明の養子）[1][4]
    - 三女： 清岡峯子（清岡子爵二代清岡長言室）[1][4]
- 弟： 錦小路在明（錦小路子爵初代）